# فابيو سكوتسولي
فابيو سكوتسولي (بالإيطالية: Fabio Scozzoli)‏ (مواليد 8 أغسطس 1988) هو سبّاح إيطالي، مثّل بلاده في الألعاب الأولمبية الصيفية 2012.

## روابط خارجية
فابيو سكوتسولي على موقع الاتحاد الدولي للسباحة (الإنجليزية)
- فابيو سكوتسولي على موقع SwimRankings.net (الإنجليزية)
- فابيو سكوتسولي على موقع اللجنة الأولمبية الدولية (الإنجليزية)
- فابيو سكوتسولي على موقع أوليمبيديا (الإنجليزية)
- فابيو سكوتسولي على موقع اللجنة الأولمبية الإيطالية (الإيطالية)